# Hành tây chiên giòn
Hành tây chiên giòn (tiếng Anh: Onion ring), hay còn được gọi là Hành tây chiên giòn kiểu Pháp, là một món khai vị hoặc món phụ trong ẩm thực Anh và ẩm thực Mỹ. Chúng thường bao gồm một "vòng" mặt cắt ngang gồm hành tây được nhúng vào bột ướt hoặc vụn bánh mì và sau đó chiên ngập dầu; một biến thể được làm với bột hành. Mặc dù thường được phục vụ như một món ăn phụ, hành tây chiên thường được ăn riêng.

## Lịch sử
Một công thức nấu ăn của Anh từ năm 1802 yêu cầu cắt hành tây thành lát, nhúng vào bột, thêm pho mát Parmesan và chiên ngập dầu. Nó gợi ý phục vụ chúng với nước sốt bơ tan chảy và mù tạt.
Các công thức và tài liệu tham khảo về các lát hoặc khoanh hành tây tẩm bột chiên giòn được tìm thấy trong suốt thế kỷ 20: một ở Middletown, New York vào năm 1910; một cái khác trong quảng cáo năm 1933 cho Crisco.
Nhiều nhà hàng tuyên bố đã phát minh ra vòng hành tây, bao gồm chuỗi nhà hàng Kirby's Pig Stand, được thành lập tại Oak Cliff, Texas vào đầu những năm 1920.

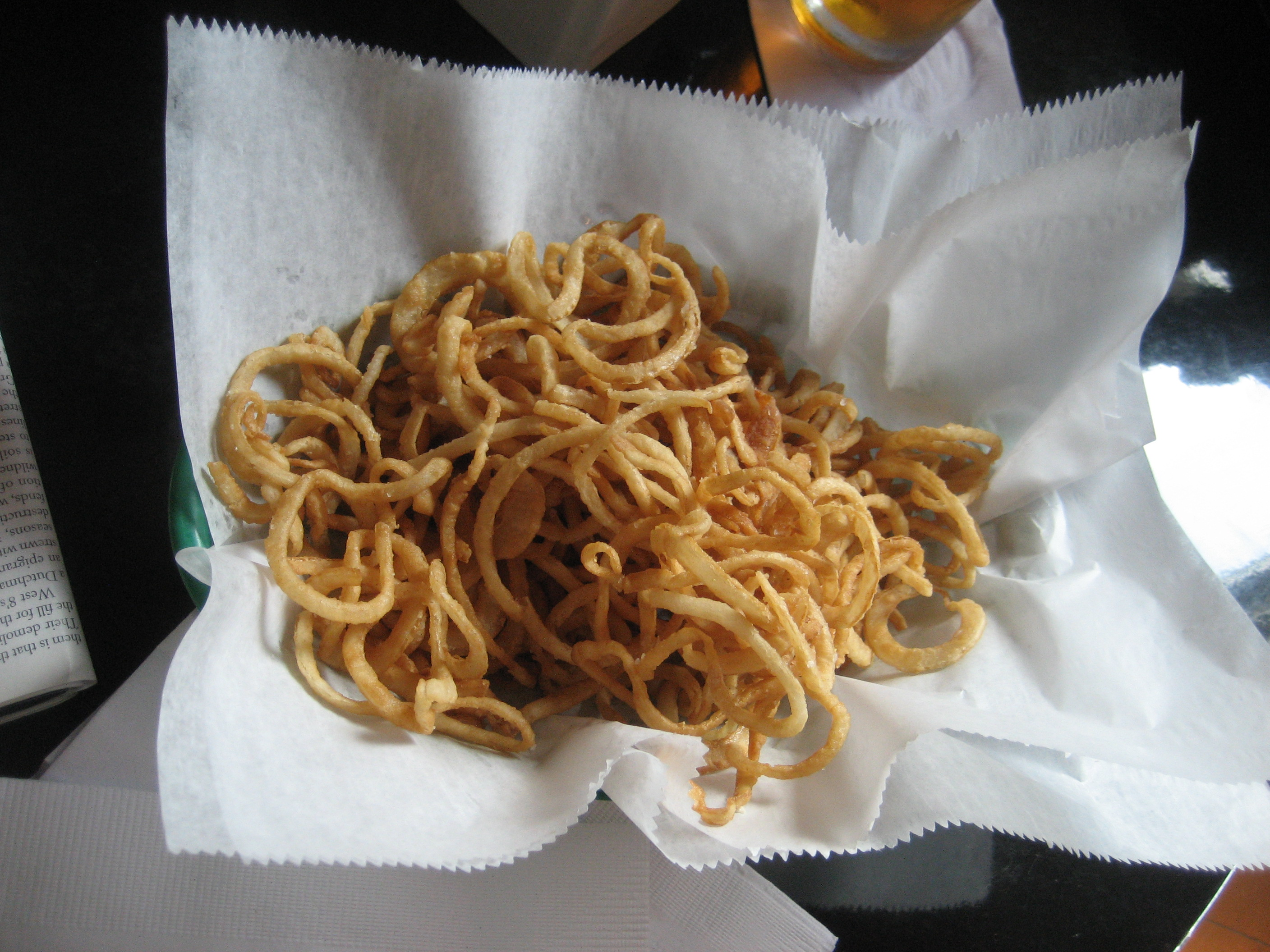
Hành tây chiên giòn
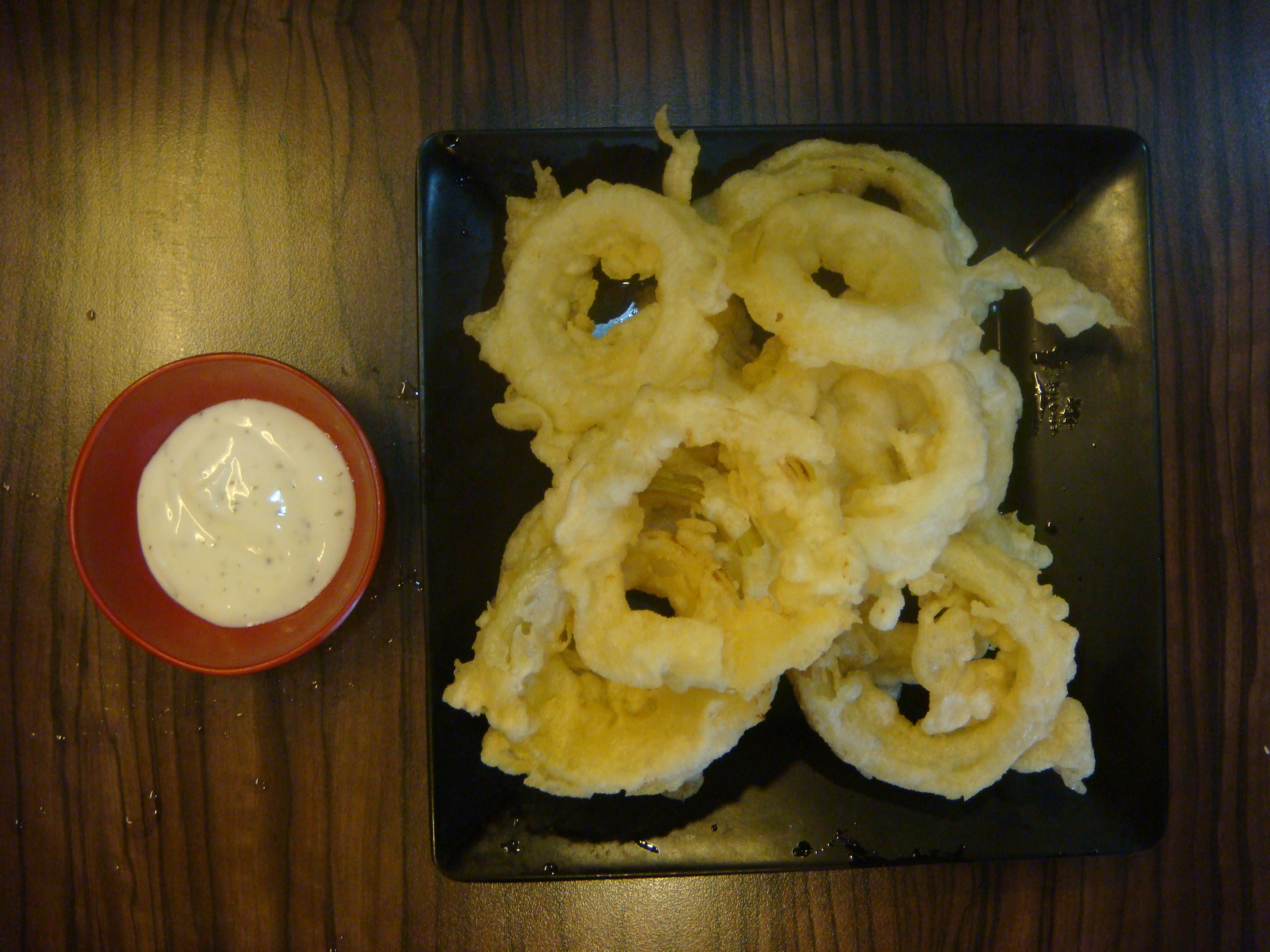
Hành tây chiên giòn với nước sốt (Philippines)

## Hóa thực phẩm
Quá trình nấu phân hủy propanethial oxide trong hành tây thành bispropenyl disulfide có mùi thơm và vị ngọt, chịu trách nhiệm tạo ra vị hơi ngọt của các vòng hành tây.